# Фасад

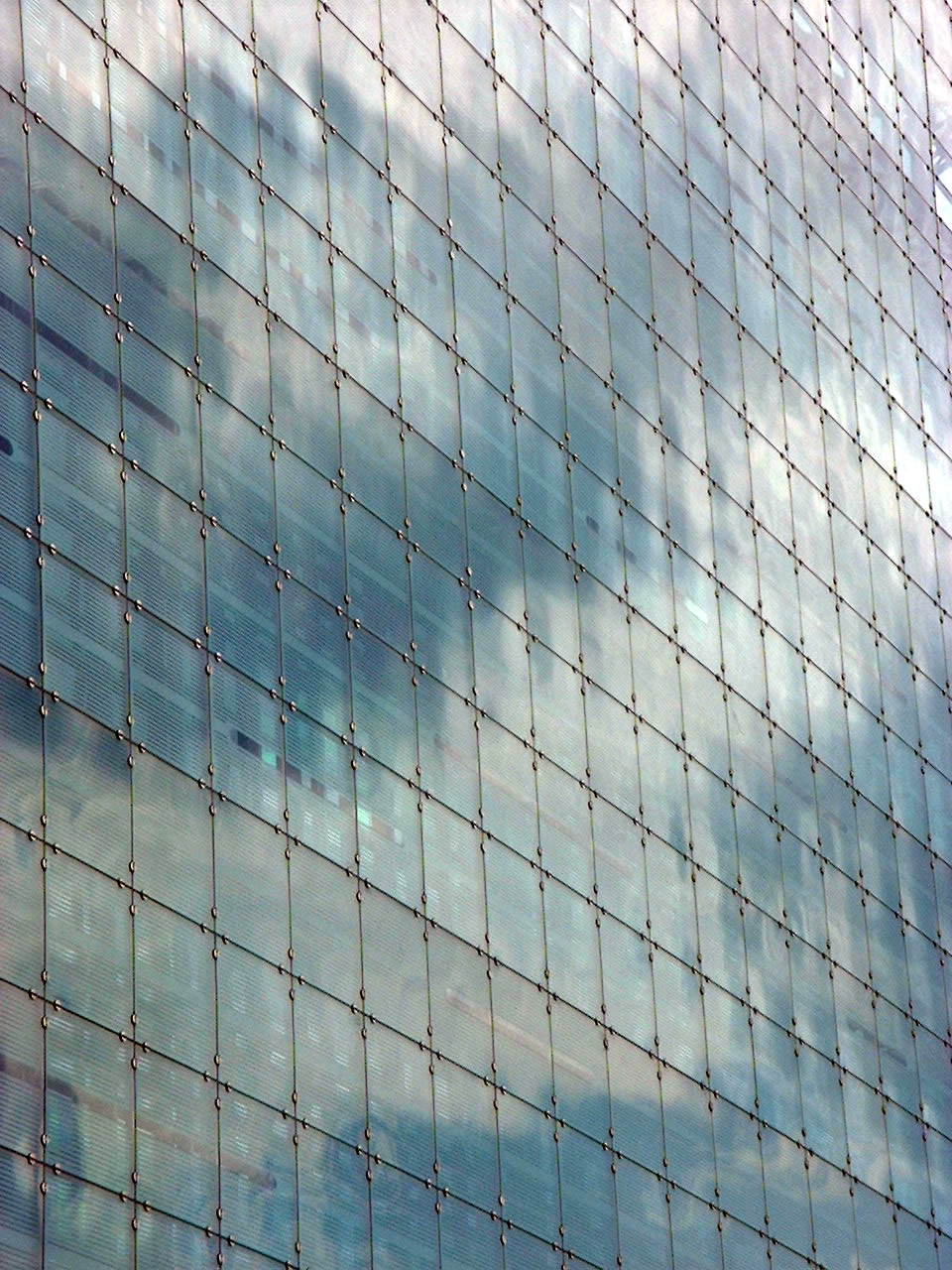

Фаса́д, фасада (від фр. façade, від face — «лице, лицьовий бік») — зовнішній вигляд певного боку або частини споруди. В українському зодчестві традиційно називався чоло (звідси також і «причілок»).
Пропорції та декор фасаду зумовлені функціональним призначенням споруди, особливостями її просторового та конструктивного розв'язків. Вертикальні й горизонтальні членування, ритмічні чергування елементів, пропорційний лад — часто відображають характер просторового розв'язку інтер'єрів та конструктивні особливості, а образні характеристики посилюються вжитком декоративних елементів.
Фасад виконує дві основні функції: по-перше, він може служити наочним виразником тих просторів, які є позаду нього, бути наче обличчям (порівняй: чоло, чільце) будівлі, по-друге, він прикрашає будівлю. Фасад по-особливому співвідноситься з усіма частинами будівлі, а також з навколишнім середовищем.

## Види фасадів
Для різних фасадів узвичаєно наступні назви:
- залежно від їхнього значення — головний (чоловий), бічний (причілок) і задній (напільний, зачілок),
- згідно з орієнтацією за сторонами світу — північний, південно-східний тощо,
- відносно розміщення — садовий, вуличний, дворовий, парковий і т. д.

Крім того фасади можуть класифікуватися:
- залежно від матеріалу, з якого їх виконано (скляні, сталеві, бетонні тощо);
- залежно від конструкції (подвійний, фальш-фасад, що не має конструкційного навантаження, а слугує лише, щоб виконувати певні функції, наприклад, огороджувати від упливу кліматичних чинників).

## Інші означення та найменування
Іноді термін фасад вживано щодо малюнку або кресленика загального вигляду споруди чи проєкції зовнішнього вигляду на площині.
Деколи за фасад уважають тільки лицьову, найвиразнішу та найдекорованішу частину споруди.

## Галерея

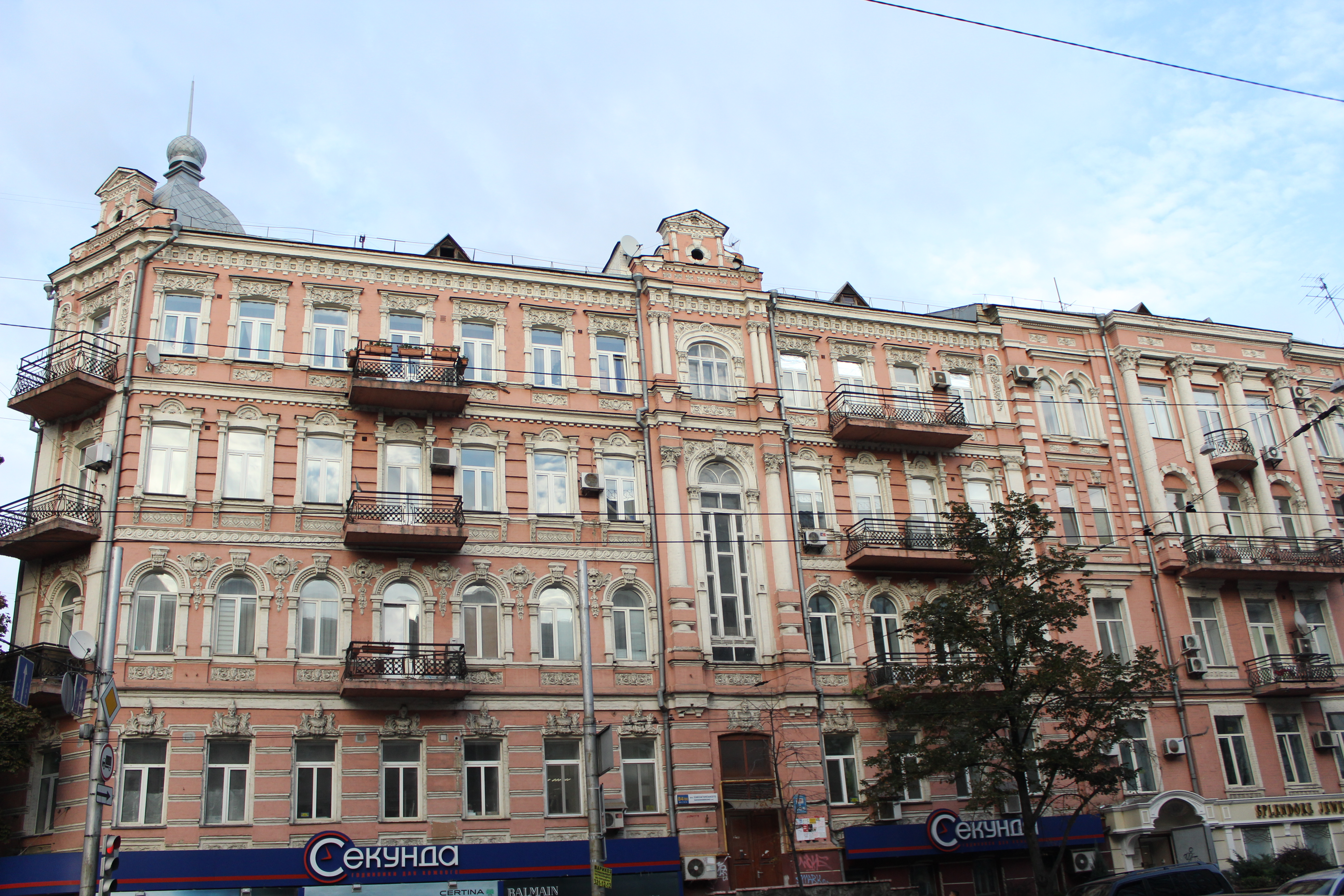
Асиметрична композиція фасаду будинку на вулиці Саксаганського 84/86
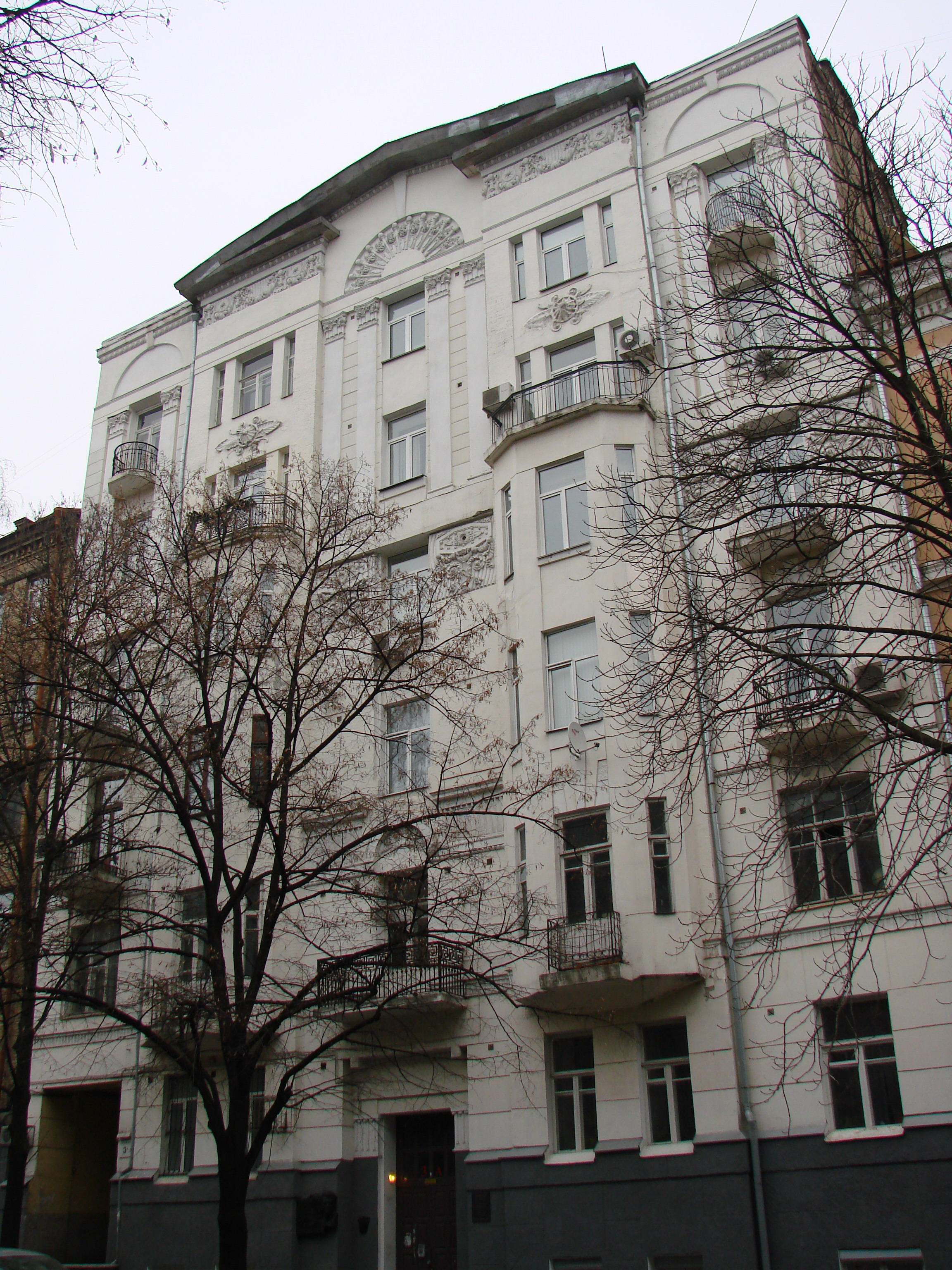
Симетрична композиція фасаду прибуткового будинку на вулиці Тарасівській 3а